# Père et Flic

Père et Flic ou Une ville près de la mer au Québec (City by the Sea) est un film américain réalisé par Michael Caton-Jones, sorti en 2002.

## Synopsis
Vincent LaMarca est un flic dont le père a été exécuté autrefois à Sing-Sing pour kidnapping et meurtre. Son fils Joey, un junkie, est impliqué dans l'assassinat d'un trafiquant de drogue, et se trouve pourchassé par l'associé de la victime. Son père veut le protéger de cet associé.

## Fiche technique
- Titre : Père et Flic
- Titre québécois : Une ville près de la mer
- Titre original : City by the Sea
- Réalisation : Michael Caton-Jones
- Scénario : Mike McAlary
- Photographie : Karl Walter Lindenlaub
- Montage : Jim Clark
- Décors : Jane Musky
- Musique : John Murphy
- Production : Matthew Baer, Brad Grey et Michael Caton-Jones
- Société de distribution :  États-Unis Warner Bros.,  France Quinta Communications
- Pays d'origine :  États-Unis
- Langue originale : anglais
- Format : Couleurs - 2,35:1 - DTS / Dolby Digital / SDDS - 35 mm
- Genre : drame, policier
- Durée : 108 minutes
- Dates de sortie :
  - États-Unis : 6 septembre 2002
  - France : 22 septembre 2004

## Distribution
- Robert De Niro (VF : Jacques Frantz ; VQ : Jean-Marie Moncelet) : Vincent LaMarca
- Frances McDormand (VF : Françoise Vallon ; VQ : Isabelle Miquelon) : Michelle
- James Franco (VF : Emmanuel Curtil ; VQ : Martin Watier) : Joey LaMarca
- Eliza Dushku (VF : Véronique Volta ; VQ : Camille Cyr-Desmarais) : Gina
- William Forsythe (VQ : François L'Écuyer) : Spyder
- George Dzundza (VQ : Raymond Bouchard) : Reg Duffy
- Patti LuPone (VF : Brigitte Virtudes ; VQ : Danièle Panneton) : Maggie
- Anson Mount (VQ : Patrice Dubois) : Dave Simon
- John Doman (VQ : Benoît Marleau) : Henderson
- Brian Tarantina (VQ : Emmanuel Charest) : Snake
- Linda Emond (VQ : Anne Bédard) : Margery
- Drena De Niro : Vanessa Hansen
- Nestor Serrano (VQ : Paul Sarrasin) : Rossi
- Leo Burmester : Lieutenant Katt
- Jay Boryea : Picasso

## Production
- Le film est tiré d'une véritable histoire, celle de Vincent LaMarca, qui a été relaté par le journaliste Mike McAlary du magazine Esquire.